# Barbara Lynette Rye
Barbara Lynette Rye  ( 1952 ) es una botánica, y fisióloga australiana, que realiza investigaciones en el Herbario de Australia Occidental, en Kensington. Se ocupa de ser Editora de Nuytsia, escritora de flora, genética de la familia Myrtaceae, y taxonomía de Thymelaeaceae.
En 1980 defendió su tesis de Ph.D. en Botánica: "Número de cromosomas, biología reproductiva y evolución de Myrtaceae"

## Algunas publicaciones
- Kellermann J, BL Rye, KR Thiele. 2008. Nomenclatural notes, typifications and name changes in Trymalium (Rhamnaceae: Pomaderreae). Trans. Royal Society of South Australia 132: 18–28

- Rye BL, ME Trudgen. 2008. Seorsus, a new Gondwanan genus of Myrtaceae with a disjunct distribution in Borneo and Australia. Nuytsia 18: 235–257

- Kellermann J, BL Rye, KR Thiele. 2007. Blackallia, Serichonus and Papistylus: three closely related genera of Rhamnaceae (Pomaderreae) from south-western Australia. Nuytsia 16: 299–316

- Rye, BL. 2007. A review of the sectional classification of Dicrastylis (Lamiaceae: Chloantheae) and four new arid zone species from Western Australia. Nuytsia 17: 289–324

- ----. 2007. Micromyrtus trudgenii (Myrtaceae: Chamelaucieae), a new species from the Blue Hill Range area of south-western Australia. Nuytsia 17: 325–330

- ----. 2007. New species and keys for Cryptandra and Stenanthemum (Rhamnaceae: Pomaderreae) in Western Australia. Nuytsia 16: 325–382

- Shepherd KA, BL Rye, RA Meissner, JG West. 2007. Two new Western Australian species of Dodonaea (Sapindaceae) from northern Yilgarn ironstones. Nuytsia 17: 375–383

- Kellermann J, BL Rye, KR Thiele. 2006. Polianthion, a new genus of Rhamnaceae (Pomaderreae) from Western Australia and Queensland. Australian Systematic Botany 19: 169–181

- Rye, BL. 2006. New combinations and lectotypifications for the south-western Australian genus Astartea (Myrtaceae). Nuytsia 16: 149–156

- ----. 2006. A partial revision of the south-western Australian species of Micromyrtus (Myrtaceae: Chamelaucieae). Nuytsia 16: 117–147

- Rye, BL. 1980. Chromosome numbers, reproductive biology and evolution in the myrtaceae. NDLTD Union Catalog

- Stephen D. Hooper, Barbara L. Rye. 1982. Guide to the Gazetted Rare Flora of Western Australia. N.º 54 de Report Western Australia. Dept. of Fisheries & Wildlife. Ilustró Susan J. Patrick. Edición ilustrada de Dept. of Fisheries & Wildlife, 94 pp. ISBN 0724490868

- Rye, BL. 1980. Commercially exploited vascular plants native in Western Australia: census, atlas and preliminary assessment of conservation status. N.º 40 de Report, Western Australia Dept. of Fisheries & Wildlife. Editor Dept. of Fisheries & Wildlife, 367 pp. ISBN 0724482490

- ----. 1980. Chromosome numbers, reproductive biology and evolution in the Myrtaceae. Editor Univ. of Western Australia, 768 pp.

- ----. 1980. Wongan Hills species. Volumen 4 de Rare and geographically restricted plants of Western Australia. 264 pp.

- La abreviatura «Rye» se emplea para indicar a Barbara Lynette Rye como autoridad en la descripción y clasificación científica de los vegetales.[2]